# Персевал Дория
Персевал Дория (на италиански: Percivalle Doria, на окситански: Perseval или Persival Doria; * ок. 1195, Генуа; † 1264, близо до Ароне) е италиански кондотиер, поет и трубадур, известен преди всичко с творбите си на провансалски и на народен сицилиански.
Генерален викарий на крал Манфред за Анкона и Сполетското херцогство, и след това за Романя, той всъщност е поет както на окситански език (най-вече в провансалския му вариант), така и на сицилиански народен език. Композиции, приписвани на него, са запазени в някои провансалски ръкописи. Две песни, съдържащи се в кодовете в оригиналната италианска лирика, позволяват той да бъде причислен към поетите от Сицилианската школа, по-точно към лиричните поети, гравитирали около двора на Манфред.

## Биография
Най-вероятно Персивал е част от богатото генуезко семейство Дория, въпреки че има хора, които твърдят, че фамилното му име първоначално е Д'Ория, тоест от Отранто. 
Между 1228 и 1243 г. заема длъжността на гибелински подест на Асти, Авиньон и впоследствие на Парма. След това е привлечен от крал Манфред, който през 1255 г. го назначава за генерален викарий на Анконската марка и на Сполетското херцогство, а през 1258 г. – на Романя.
Междувременно отношенията между сина на Фридрих II и папа Урбан IV се влошават. По този начин Персевал трябва да опустоши Сполето през 1259 г. През 1264 г., тръгвайки с малка армия от мюсюлмани от Лучера и германци, той се втурва на помощ на своя крал срещу милициите на папата, който подготвя слизането в Италия на Шарл I Анжуйски. В този случай, докато пресича река Нера близо до Ароне, той и конят му се удавят.

## Творчество
Още преди да влезе в контакт с крал Манфред, Персевал Дория пише канцони на провансалски език. Що се отнася до сицилианските текстове, остават само Amore m'ave priso и Come lo giorno Quando è al giorno, предадени от ръкописа Vaticano Latino 3793.